# Frank Lentini
Francesco "Frank" Lentini (Rosolini, 18 de maio de 1889 — Jacksonville, 22 de setembro de 1966) foi um showman italiano naturalizado norte-americano notório por ter nascido com três pernas, difalia (dois pénis)  e um pé no joelho da terceira perna, vindo então a se tornar uma célebre atração de circos do tipo show de aberrações. Uma foto de Lentini aparece no verso do álbum Alice in Chains, da banda homônima.